# Tele Columbus
Tele Columbus est une entreprise allemande de télécommunication spécialisée dans le câble. Son siège social est situé à Berlin en Allemagne.

## Histoire
En juillet 2015, Tele Columbus acquiert PrimaCom pour 711 millions d'euros, créant un groupe desservant 2,8 millions de foyers, en troisième position sur le câble en Allemagne après Kabel Deutschland détenu par Vodafone et Liberty Global.
En décembre 2020, le fond infrastructure de Morgan Stanley annonce l'acquisition de Tele Colombus pour 400 millions d'euros.